# Carey (Idaho)
Carey è una città (city) degli Stati Uniti d'America, situata nella contea di Blaine, nello Stato dell'Idaho.